# Ottakring
Ottakring ([ˈɔtɐˌkʀɪŋ]ⓘ) is het 16e district van Wenen. Het is bij reizigers vooral bekend als het eindpunt van de metrolijn U3. Ook is er een, in Wenen bekend, biermerk Ottakringer, dat genoemd is naar dit district.

## Geboren
- Albert Ehrenstein (1886-1950), schrijver en dichter